# Tráng A Tủa
Tráng A Tủa (sinh năm 1966) là một sĩ quan cấp cao của Công an nhân dân Việt Nam, hàm Thiếu tướng. Ông hiện giữ chức vụ Cục trưởng Cục Xây dựng phong trào bảo vệ An ninh Tổ quốc, Bộ Công an.

## Thân thế, học vấn
Ông sinh ngày 6 tháng 12 năm 1966 tại xã Tỏa Tình, huyện Tuần Giáo, tỉnh Điện Biên.
Ông có trình độ Cao cấp Lý luận chính trị, Cử nhân An ninh, Thạc  sỹ Luật chuyên ngành điều tra tội phạm xâm phạm an ninh quốc gia.

## Sự nghiệp

### Công tác tại Công an tỉnh Lai Châu
Tháng 10 năm 1989, ông được giao phụ trách trinh sát địa bàn, Cán bộ Phòng Bảo vệ chính trị, Công an tỉnh Lai Châu.
Đến tháng 12 năm 1998, ông là Học viện Học viện An ninh nhân dân, Bộ Công an. Sau khi tốt nghiệp ông tiếp tục làm việc tại Công an tỉnh Lai Châu với vai trò cũ.

### Công tác tại Công an tỉnh Điện Biên
Tháng 2 năm 2004, ông được giao chỉ đạo công tác chống phản động, chống khủng bố và giữ chức vụ Phó Trưởng phòng - Phòng Phòng, chống phản động và chống khủng bố, Công an tỉnh Điện Biên rồi được bổ nhiệm làm Trưởng phòng từ tháng 12 năm 2008.
Tháng 6 năm 2013, ông được giao chỉ đạo công tác đảm bảo an ninh, giữ chức danh Thủ trưởng Cơ quan An ninh điều tra Công an tỉnh, Ủy viên Ban Thường vụ Đảng ủy, Phó Giám đốc Công an tỉnh Điện Biên.
Tháng 3 năm 2019, ông chuyển sang chỉ đạo công tác phòng, chống tội phạm, giữ chức danh Thủ trưởng Cơ quan Cảnh sát điều tra Công an tỉnh, Ủy viên Ban Thường vụ Đảng ủy, Phó Giám đốc Công an tỉnh Điện Biên.
Từ ngày 26 tháng 6 năm 2020, ông phụ trách chỉ đạo chung các mặt công tác, Ủy viên Ban Thường vụ Tỉnh ủy Điện Biên, Bí thư Đảng ủy, Giam đốc Công an tỉnh Điện Biên.

### Công tác tại V05
Ngày 30 tháng 11 năm 2021, Bộ Công an tổ chức Lễ công bố quyết định của Bộ trưởng Bộ Công an về công tác cán bộ. Theo đó, Bộ trưởng Bộ Công an ký quyết định số 9259/QĐ-BCA, ngày 12 tháng 11 năm 2021 điều động Thiếu tướng Nguyễn Thanh Trang, Cục trưởng Cục Xây dựng phong trào bảo vệ An ninh Tổ quốc đến nhận công tác tại Ban Nghiên cứu chuyên đề giúp việc Bộ trưởng Bộ Công an; điều động và bổ nhiệm ông Tủa đến nhận công tác và giữ chức vụ Cục trưởng Cục Xây dựng phong trào bảo vệ An ninh Tổ quốc.

## Đại biểu Quốc hội
Năm 2021, ông trúng cử Đại biểu Quốc hội Việt Nam khóa XV tại đơn vị bầu cử số 2 của tỉnh Điện Biên gồm thị xã Mường Lay và các huyện Mường Chà, Nậm Pồ, Mường Nhé, Tuần Giáo được 152.836 phiếu, đạt tỷ lệ 89,93% số phiếu hợp lệ.